# Roman Korynt
Roman Korynt (* 12. Oktober 1929 in Tczew; † 15. Juli 2018) war ein polnischer Fußball-Nationalspieler in den Jahren 1952 bis 1959.

## Karriere
- Gedania Gdańsk: 1946–1949 (Polen)
- Lublinianka Lublin: 1949–1950 (Polen)
- Legia Warschau: 1950–1952 (Polen)
- Lechia Gdańsk: 1953–1967 (Polen)

## Erfolge/Titel
- 35 Spiele in der polnischen Nationalmannschaft (25. Mai 1952 – 29. November 1959)
- Polnischer Pokalfinalist 1955 (mit Lechia Gdańsk)
- 3. Platz in der 1. polnischen Liga 1956 (mit Lechia Gdańsk)